# Anderson Buggy Company

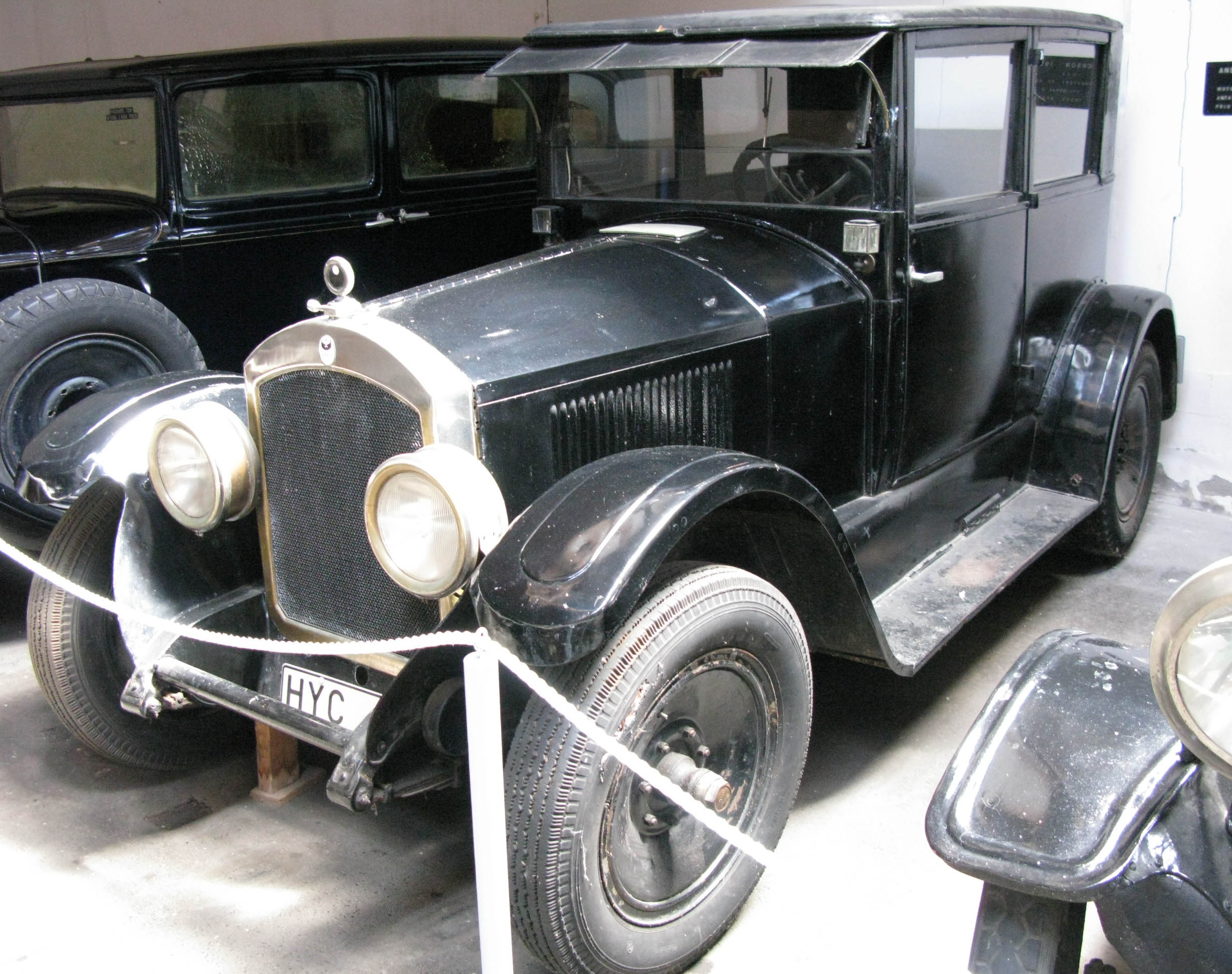
Anderson von 1923 in einem schwedischen Automuseum

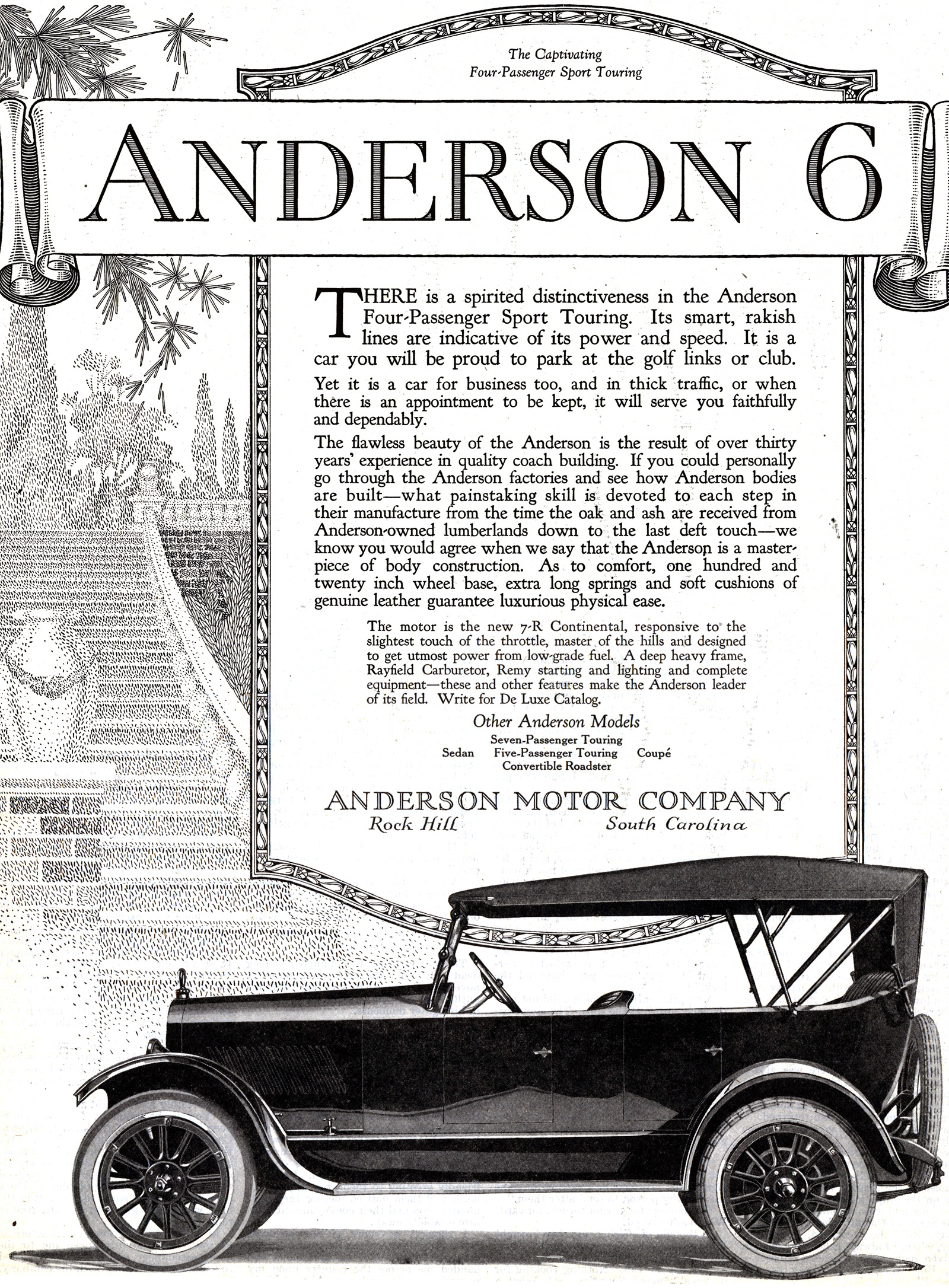
Anzeige des Unternehmens von 1920

Anderson Buggy Company war ein US-amerikanischer Hersteller von Automobilen. Es findet sich auch die Firmierung Anderson Motor Company.

## Vorgeschichte
Die Ursprünge liegen in der 1889 als Möbelhersteller gegründeten Holler and Anderson Buggy Company. John Gary Anderson fügte eine Reparaturwerkstatt für Kutschen und Wagen hinzu. Eine andere Quelle gibt an, dass Anderson ab 1888 eine Reparaturwerkstatt für Fahrräder betrieb, aus der später die Rock Hill Buggy Company zur Produktion von Kutschen wurde. 1910 stellte er dort Automobile her und ab 1913 Aufbauten für Nutzfahrzeuge. Später beschäftigte er den Konstrukteur Joseph Anglada. Im März 1916 wurde erneut ein Personenkraftwagen angekündigt.

## Unternehmensgeschichte
Anderson gründete das Unternehmen im Dezember 1916 in Rock Hill in South Carolina. Er begann mit der Produktion von Automobilen. Der Markenname lautete Anderson. Viele Teile stammten von Zulieferern. Lange Zeit liefen die Geschäfte gut. 1920 waren etwa 200 Mitarbeiter beschäftigt. Anfang der 1920er Jahre gab es rund 150 Händler. Technische Probleme mit dem Motor eines Modells, die starke Konkurrenz von Ford mit dessen Ford Modell T sowie ein Feuer im Jahre 1924 führten zu Schwierigkeiten. Im September 1925 endete die Produktion. Im September 1926 wurden die Vermögenswerte verkauft. Insgesamt entstanden laut einer Quelle über 10.000 Fahrzeuge. Eine andere Quelle nennt 6300 Fahrzeuge, allerdings fehlen darin die exportierten Fahrzeuge.
Elf Fahrzeuge existieren noch.
Es gab keine Verbindungen zur Anderson Machine Company und Anderson Carriage Manufacturing Company, die den gleichen Markennamen verwendeten.

## Fahrzeuge
Alle Modelle hatten einen Sechszylindermotor von Continental.
1916 gab es den Six-40. Sein Motor leistete 25 PS aus 3700 cm³ Hubraum. Der Radstand betrug 301 cm. Im Angebot standen ein fünfsitziger Tourenwagen, ein zweisitziger Speedster, Racer genannt, sowie ein zweisitziger Roadster.
Von 1917 bis 1918 hatte dieses Modell ein etwas längeres Fahrgestell mit 305 cm Radstand. Neben dem bekannten fünfsitzigen Tourenwagen ergänzte ein sechssitziger Tourenwagen sowie ein viersitziger Roadster das Angebot.
1919 wurde dieses Modell einfach Six genannt, während Motor und Radstand unverändert blieben. Überliefert sind fünf- und siebensitzige Tourenwagen, ein sportlich ausgelegter viersitziger Tourenwagen, Convertible Sports, Convertible Sedan und Ultra-Convertible Sedan.
Das Model S-30 von 1920 hatte einen Motor mit 55 PS Leistung. Der Radstand entsprach dem Vorjahresmodell. Neben den fünf- und siebensitzigen Tourenwagen gab es ein viersitziges Coupé, einen fünfsitzigen Sedan (Limousine), einen viersitzigen Sports und einen Convertible Roadster.
1921 änderte sich die Bezeichnung in Model S-40. Überliefert sind fünf- und siebensitzige Tourenwagen, zwei- und viersitzige Roadster, viersitziges Coupé und fünfsitziger Sedan.
1922 änderten sich nur die Aufbauten. Tourenwagen, Coupé und Sedan standen weiterhin im Angebot. Neu dazu kamen ein zweisitziger Speedster, ein viersitziger Sport, ein viersitziger Sport Special, ein viersitziger Ultra Sport sowie ein Convertible Roadster.
1923 bestand das Sortiment erstmals aus zwei Modellreihen. Im Aluminium Six leistete der Motor 50 PS und im Big Six 60 PS. Der erstgenannte mit 290 cm Radstand war als zweisitziges Coupé, viersitziger Coach, fünfsitziger Tourenwagen und fünfsitziger Sedan erhältlich. Der Big Six hatte 310 cm Radstand. Ihn gab es als sportlich ausgelegten viersitzigen Tourenwagen, fünfsitzigen Sedan und siebensitzigen Tourenwagen.
Das Model 41 von 1924 entsprach dem Aluminium Six des Vorjahres. Überliefert sind zweisitziges Coupé, viersitziger Coach, fünfsitziger Sedan und fünfsitziger Tourenwagen.
Das letzte Modell war das Model 50 des Jahres 1925. Mit seinem 60 PS starken Motor und seinen 310 cm Radstand entsprach er dem größeren der beiden 1923er Modellen. Ihn gab es als zweisitziges Coupé, viersitzigen Special Tourenwagen, fünf- und siebensitzigen Tourenwagen, fünf- und siebensitzigen Sedan sowie als fünfsitzigen Special Sedan.

## Modellübersicht
| Jahr      | Modell        | Zylinder | Leistung (PS) | Radstand (cm) | Aufbau |
| --------- | ------------- | -------- | ------------- | ------------- | --- |
| 1916      | Six-40        | 6        | 25            | 301           | Tourenwagen 5-sitzig, Racer 2-sitzig, Roadster 2-sitzig |
| 1917–1918 | Six-40        | 6        | 25            | 305           | Tourenwagen 5-sitzig, Tourenwagen 6-sitzig, Roadster 4-sitzig |
| 1919      | Six           | 6        | 25            | 305           | Convertible Sports, Tourenwagen 7-sitzig, Tourenwagen 5-sitzig, Convertible Sedan, Ultra-Convertible Sedan, Sports Tourenwagen 4-sítzig                                             |
| 1920      | Model S-30    | 6        | 55            | 305           | Tourenwagen 5-sitzig, Tourenwagen 7-sitzig, Sports 4-sitzig, Convertible Roadster, Sedan 5-sitzig, Coupé 4-sitzig                                                                   |
| 1921      | Model S-40    | 6        | 55            | 305           | Tourenwagen 5-sitzig, Roadster 4-sitzig, Tourenwagen 7-sitzig, Roadster 2-sitzig, Coupé 4-sitzig, Sedan 5-sitzig                                                                    |
| 1922      | Model S-40    | 6        | 55            | 305           | Tourenwagen 5-sitzig, Convertible Roadster, Tourenwagen 7-sitzig, Sports 4-sitzig, Sport Special 4-sitzig, Speedster 2-sitzig, Ultra Sport 4-sitzig, Coupé 4-sitzig, Sedan 5-sitzig |
| 1923      | Aluminium Six | 6        | 50            | 290           | Tourenwagen 5-sitzig, Coach 4-sitzig, Coupé 2-sitzig, Sedan 5-sitzig |
| 1923      | Big Six       | 6        | 60            | 310           | Tourenwagen 7-sitzig, Sports Tourenwagen 4-sitzig, Sedan 5-sitzig |
| 1924      | Model 41      | 6        | 50            | 290           | Tourenwagen 5-sitzig, Coupé 2-sitzig, Coach 4-sitzig, Sedan 5-sitzig |
| 1925      | Model 50      | 6        | 60            | 310           | Tourenwagen 5-sitzig, Special Tourenwagen 4-sitzig, Coupé 2-sitzig, Sedan 5-sitzig, Special Sedan 5-sitzig, Tourenwagen 7-sitzig, Sedan 7-sitzig                                    |

## Pkw-Produktionszahlen
Nachstehend die jährlichen Produktionszahlen von Pkw. Eine zweite Quelle bestätigt die Zahlen für 1916 und 1923, gibt aber für 1925 nur 136 Fahrzeuge an. Eine weitere Quelle bestätigt die Zahl für 1920, nennt aber 751 für 1919, 481 für 1921 und 616 für 1924.
| Jahr  | Produktionszahl Quelle 1 | Produktionszahl Quelle 2 | Produktionszahl Quelle 3 |
| ----- | ------------------------ | ------------------------ | ------------------------ |
| 1916  | 317                      | 317                      |                          |
| 1917  | 523                      |                          |                          |
| 1918  | 811                      |                          |                          |
| 1919  | 723                      |                          | 751                      |
| 1920  | 1.180                    |                          | 1.180                    |
| 1921  | 1.218                    |                          | 481                      |
| 1922  | 1.610                    |                          |                          |
| 1923  | 1.875                    | 1.875                    |                          |
| 1924  | 1.682                    |                          | 616                      |
| 1925  | 474                      | 136                      |                          |
| Summe | 10.413                   |                          |                          |

## Nutzfahrzeuge
Während der Zeit, in der die USA am Ersten Weltkrieg beteiligt war, erhielt Anderson Regierungsaufträge für kleine Nutzfahrzeuge und Anhänger. 3000 Lkw sollten entstehen, allerdings wurden bis Kriegsende nur 300 gefertigt.